# Heinrich Lueg

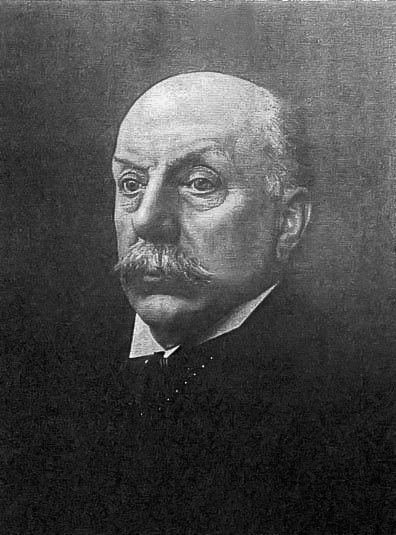
Heinrich Lueg

Heinrich Lueg [ˈluːk] (* 14. September 1840 in Sterkrade; † 7. April 1917 in Düsseldorf) war Industrieller und Stadtverordneter in Düsseldorf.

## Leben

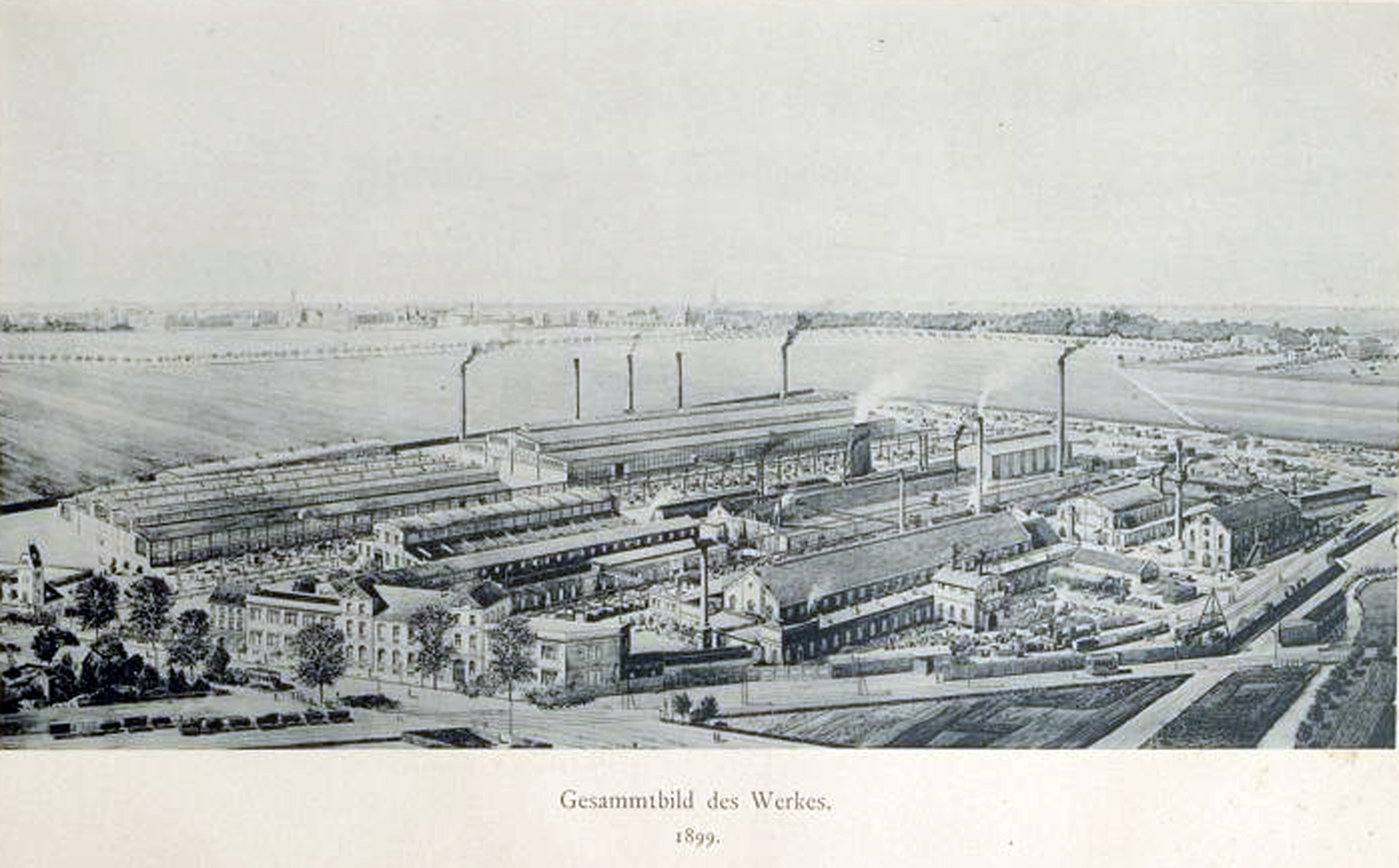
Werksgelände „Haniel & Lueg“, 1899

Heinrich Lueg war der Sohn von Wilhelm Lueg und Bruder von Carl Lueg, beide in leitender Funktion bei der Oberhausener Gutehoffnungshütte. Seine Mutter war Sophie geb. Haniel (1798–1884). Er selbst gründete zusammen mit Ludwig und Franz Haniel junior 1873 die Maschinenfabrik „Haniel & Lueg“ an der Grafenberger Allee in Düsseldorf. Von 1893 bis 1910 war er der zweite Präsident des 1892 gegründeten Vereins deutscher Maschinenbau-Anstalten. Von 1894 bis 1914 vertrat Lueg die Stadt Düsseldorf im Rheinischen Provinziallandtag. Im Jahr 1905 wurde er als Nachfolger seines zu diesem Zeitpunkt verstorbenen Bruders Carl vom König von Preußen zum Mitglied des Preußischen Herrenhauses auf Lebenszeit ernannt (somit bis 1917).

### Gesellschaftliches Engagement
Nach der Ausrichtung der Gewerbe-Ausstellung für Rheinland, Westfalen und benachbarte Bezirke des Jahres 1880 gründete Lueg 1882 den Central-Gewerbe-Verein für Rheinland, Westfalen und benachbarte Bezirke, dem er bis zu seinem Tod vorstand. Er initiierte auch die große Industrie- und Gewerbeausstellung Düsseldorf 1902. Seit 1888 war er Mitglied der Düsseldorfer Stadtverordnetenversammlung. Er setzte sich für den Bau der Oberkasseler Brücke ein und gehörte mit Franz Haniel junior, Friedrich Vohwinkel und August Bagel zu den Gründern der Rheinischen Bahngesellschaft im Jahr 1896. Lueg und Bagels größte Unternehmung war die Gründung der Immobilienfirma „Rheinische Bahngesellschaft“, die zur baulichen Entwicklung und Besiedelung von Oberkassel beigetragen hatte.
Immer wieder hatte Heinrich Lueg und nicht nur im industriellen Bereich auf die Entwicklung der Stadt Einfluss genommen: Stadterweiterung, Verbandswesen, Nahverkehr, Ausstellungswesen, Förderung der Künste, Stadtpolitik sind eng mit seinem Namen verbunden. 1912 wurde auf seine Initiative der Industrie-Club Düsseldorf gegründet, welcher heute noch besteht.
Uhrenturm

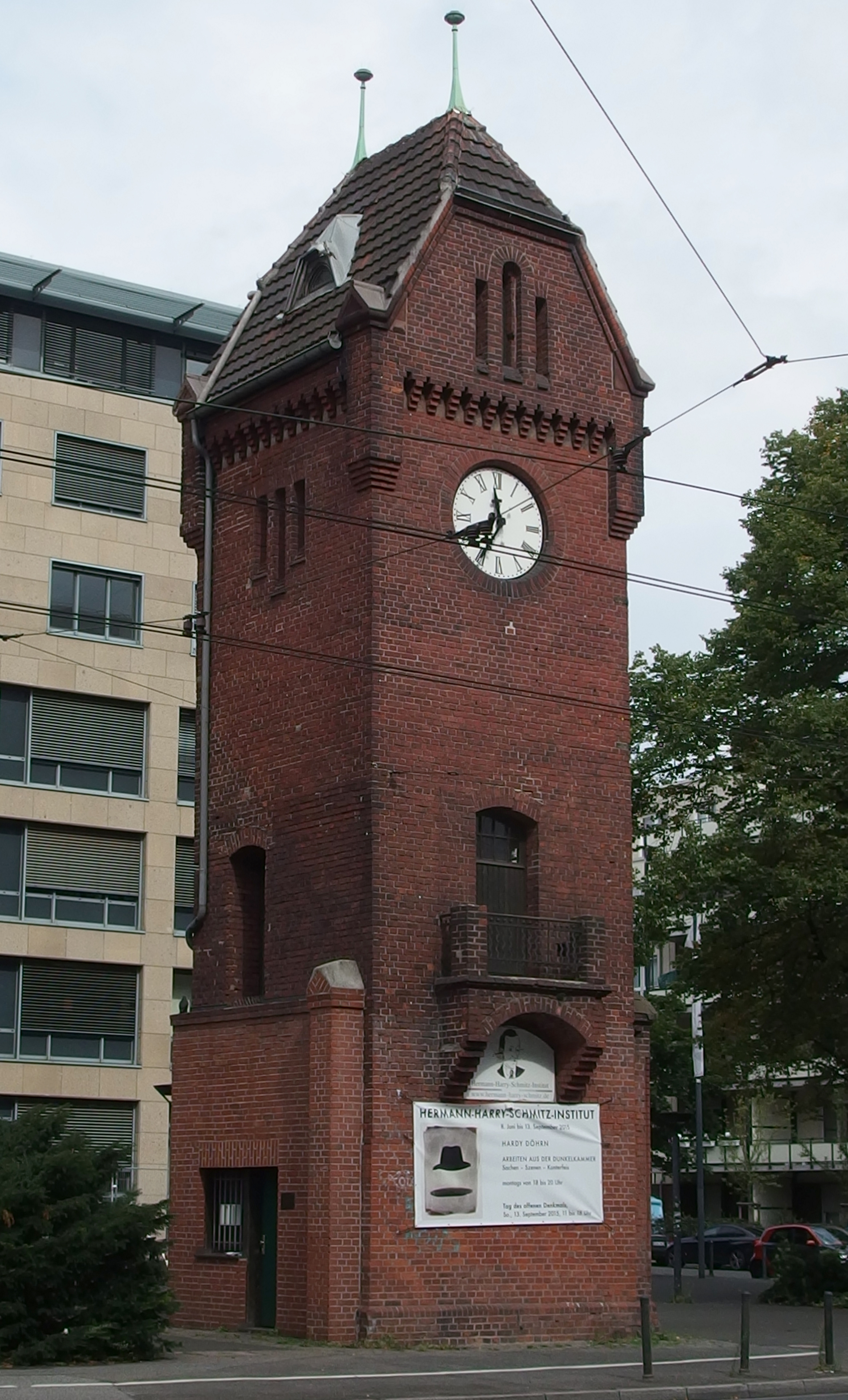
Uhrenturm an der Grafenberger Allee

Der Uhrenturm der Maschinenbaufirma „Haniel & Lueg“ ist noch immer im Düsseldorfer Stadtbild als Erbe Heinrich Luegs erkennbar. Der heute einsame alte Uhrenturm, im Jahre 1875 erbaut, stand einst auf dem Werksgelände der Eisengießerei und diente als Torwärterhaus. Durch ihn gelangten die Arbeiter in das Werk.

## Familie

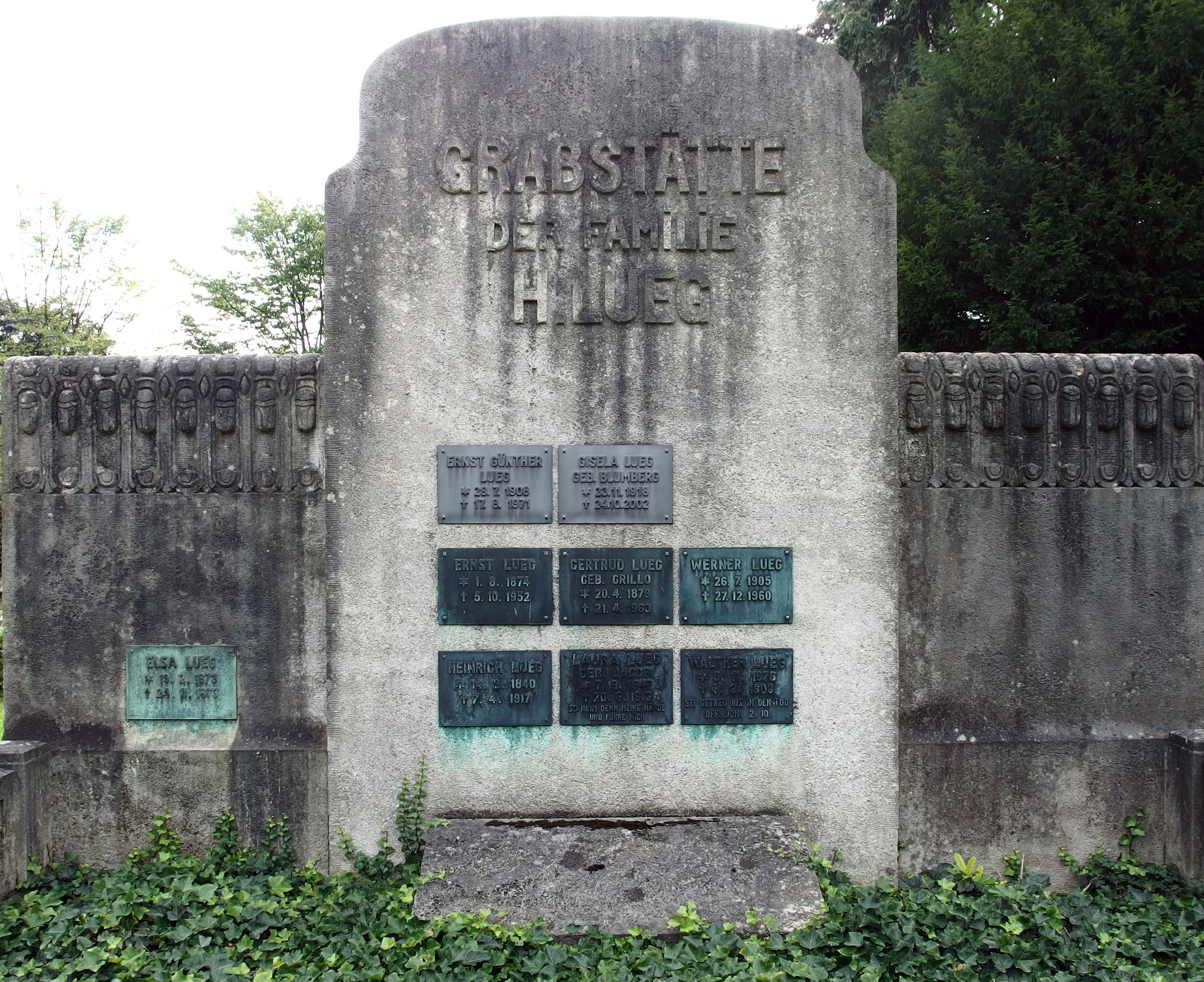
Grabstätte der Familie Heinrich Lueg auf dem Nordfriedhof Düsseldorf

Heinrich Lueg heiratete 1872 Laura (* 7. September 1847 in Meißen; † 20. Juni 1913 in Düsseldorf), eine Enkelin des Gottlob Jacobi und Tochter des Johann Ernst Jacobi (* 1. April 1814 in Sterkrade; † 31. Mai 1867 in Meißen), Mitbesitzer der Eisengießerei und Maschinenbauanstalt in Meißen, und der Auguste Brosey (1826–1867).
Sie hatten fünf Kinder: Elsa (1873–1873), Ernst (1874–1952), Walter (1876–1908), Margarete (* 1878) und Heinrich (* 1880).
Heinrich Lueg und einige Familienangehörige wurden auf dem Nordfriedhof in Düsseldorf bestattet.

## Ehrungen
- Kommandeurkreuz II. Klasse des Ordens vom Zähringer Löwen[3]
- Komturkreuz des Oldenburgischen Haus- und Verdienstordens des Herzogs Peter Friedrich Ludwig[3]
- Roter Adlerorden II. Klasse[3]
- Kronen-Orden II. Klasse[3]
- Lippischer Hausorden II. Klasse[3]
- Offizierskreuz des Ordens Stern von Rumänien[3]
- Geheimer Kommerzienrat
- Ehrenbürger in seiner Heimatstadt Düsseldorf
- Die Luegallee, der Luegplatz und die Lueg-Apotheke in Oberkassel (Düsseldorf) wurden nach Heinrich Lueg benannt. Eine Kopie seines Konterfeis hängt in der Lueg-Apotheke, das Originalgemälde ist im Stadtmuseum zu besichtigen.